# World music
World music (z ang. „muzyka świata”) – szerokie pojęcie obejmujące swym zakresem głównie muzykę ludową, bądź muzykę nią inspirowaną, ale również muzykę zbliżoną stylistycznie do popularnej muzyki rozrywkowej, niezależnie od miejsca jej tworzenia.
Trudno dokonać innego podziału world music na style muzyczne, niż czysto geograficzne wyodrębnienie muzyki tworzonej w poszczególnych krajach lub krainach geograficznych. Muzyka folk traktowana jest jako muzyka europejska. W literaturze spotyka się często podział na muzykę folk, czyli europejską muzykę ludową, i muzykę etniczną, czyli pozostałą muzykę ludową z „reszty świata”.

## Wybrane gatunki world music
- muzyka celtycka
- muzyka rumuńska